# George Clooney
George Clooney (Lexington, Kentucky, 6. svibnja 1961.), američki filmski glumac, redatelj, scenarist i producent, isprva poznat po ulozi dr. Douga Rossa u Hitnoj službi, a kasnije po nastupima u prvorazrednim filmovima. Dobitnik Oscara i dva Zlatna globusa, Clooney je balansirao između nastupa u visokobudžetnim blockbusterima i producentskog i redateljskog rada iza komercijalno riskantnijih projekata, kao i društvenog i političkog aktivizma. 31. siječnja 2008. je postao mirovni veleposlanik Ujedinjenih naroda. Poznat je po suradnji s većinom filmske elite, kao što su Brad Pitt, Don Cheadle, Matt Damon, Julia Roberts, Casey Affleck, braća Coen i Steven Soderbergh.

## Rani život

### Obitelj
Clooney, irski Amerikanac, rođen je u Lexingtonu u Kentuckyju. Njegova majka, Nina Bruce, je bivša misica, dok je njegov otac, Nick, novinar, domaćin kviza na mreži American Movie Classsics te - posljednjih godina - ambiciozni političar iz države Kentucky.
Clooney ima i stariju sestru, Adeliju, jednu nećakinju, Alice, i jednog nećaka, Nicholasa. U rodbinskim je vezama s Miguelom i Rafaelom Ferrerom, koji su sinovi njegove tetke, pjevačice Rosemary Clooney, i glumca Josea Ferrera.

### Obrazovanje
Clooney je svoje obrazovanje započeo u Blessed Sacrament Schoolu u Ft. Mitchellu, Kentucky. Provodeći dio svojeg djetinjstva u Ohiju, pohađao je St. Michael's School u Columbusu, te škole Western Row i St. Susanna, obje u Masonu. Ondje se počeo zanimati za kazalište. Roditelji su mu se preselili u Augustu u Kentuckyju, gdje je pohađao Augusta High School i počeo nastupati u nekoliko predstava. Bio je prosječan učenik, ali i ambiciozan bejzbolaš i košarkaš. 1977. je pokušao igrati profesionalni bejzbol za Cincinnati Redse, ali mu nije ponuđen ugovor.
Od 1979. do 1981. je pohađao Sveučilište Sjevernog Kentuckyja te, kratko, Sveučilište u Cincinnattiju, ali ni tamo nije diplomirao.

## Karijera

### Prve uloge
Njegova prva veća uloga došla je 1984. u televizijskoj medicinskoj poluhumornoj seriji E/R. Iako se odvijala u bolnici, ne treba je miješati s Hitnom službom (ER), u kojoj je Clooney nastupao deset godina kasnije. Osim toga, glumio je majstora u seriji Životne činjenice. U jednoj epizodi Zlatnih djevojki je igrao detektiva Bobbyja. Njegova prva značajnija sporedna uloga došla je u seriji Roseanne, gdje je glumio ugnjetevačkog šefa Roseanne Barr, Bookera Brooksa, nakon čega je slijedila uloga građevinca u seriji Baby Talk, te detektiva zavodnika u Sestrama. Slavu je stekao ulogom dr. Douga Rossa u NBC-jevoj hit seriji Hitna služba, od 1994. do 1999. Osim toga, s Deborah Leoni je osnovao produkcijsku kuću Mirador Entertainment.
Prije uspjeha s Hitnom službom, upoznao je Granta Heslova, s kojim će kasnije postati dobar prijatelj i napisati scenarij za Laku noć i sretno. Heslov je bio i predsjednik Section Eight Productions, produkcijske kompanije koja je financirala projekte Clooneyja i redatelja Stevena Soderbergha. U kolovozu 2006., Clooney i Heslov su osnovali novu tvrtku: Smoke House.

### Prvotni uspjeh
Clooney se, dok je nastupao u seriji, nastavio pojavljivati u filmovima. Njegova prva veća holivudska uloga bila je u Od sumraka do zore Roberta Rodrigueza. Nakon ovog uspjeha slijedili su Jednog lijepog dana s Michelle Pfeiffer i Mirotvorac s Nicole Kidman, s tim da je potonji bio prvi dugometražni film produkcijske kuće Dreamworks SKG. Clooney je nakon toga dobio ulogu Batmana u filmu Batman i Robin. 1998. je nastupio u Daleko od očiju s Jennifer Lopez. Bila je to prva suradnja sa Stevenom Soderberghom. Tijekom zadnjih tjedana ugovora za Hitnu službu, snimio je i Tri kralja.
Godine 1999. napustio je Hitnu službu kako bi se u potpunosti posvetio filmskoj karijeri. Nekoliko je puta spominjao da bi se volio koji put pojaviti u cameo ulozi; do danas, to je učinio samo jednom.

### Filmska zvijezda
Nakon što je napustio Hitnu službu, Clooney je nastupio u velikim holivudskim hitovima, Oluja svih oluja i Tko je ovdje lud?. 2001. se ponovno udružio sa Stevenom Soderberghom na snimanju Oceanovih jedanaest, remakeu istoimenog Rat Pack filma iz 1960. Film je postigao senzacionalni komercijalni uspjeh i polučio dva nastavka, Oceanovih dvanaest 2004. i Oceanovih trinaest 2007. 2001. je sa Soderberghom osnovao produkcijski studio Smoke House.
Godine 2002. ostvario je svoj redateljski debi s filmom Ispovijedi opasnog uma, adaptacijom autobiografije televizijskog producenta Chucka Barrisa. Iako film nije postigao veći komercijalni uspjeh, Clooneyjeva režija je naišla na odobravanje i među kritikom i među publikom.
Godine 2005. nastupio je u Syriani, koja je bila djelomično temeljena na priči o bivšem CIA-inom agentu Robertu Baeru i njegovim memoarima u kojima je pisao o svojim iskustvima na Bliskom istoku. Iste je godine režirao, producirao i nastupio u Laku noć i sretno, film o televizijskom novinaru Edwardu R. Murrowu koji je bio poznat po svojim obračunima sa senatorom Josephom McCarthyjem. Oba filma zaradila su dobre kritike te ostvarila solidan komercijalni uspjeh iako nisu objavljeni u većem broju kina. 2006. je nominiran za Oscare za najboljeg redatelja i najbolji originalni scenarij za Laku noć i sretno, te za najboljeg sporednog glumca za Syrianu. Postao je prva osoba u povijesti koja je iste godine nominirana za režiju jednog filma i glumačku izvedbu u drugom. Osvojio je nagradu za svoju ulogu u Syriani. Iste godine je nastupio u Soderberghovu film noiru, Dobri Nijemac, smještenom u post-ratnu Njemačku.
Clooney je jedan od samo dvoje ljudi koji su osvojili titulu "Najprivlačnijeg živućeg muškarca" časopisa People, prvo 1997., a zatim i 2006. 2008. je nominiran za Oscar za najboljeg glavnog glumca za Michaela Claytona, ali nagrada pripala Danielu Day-Lewisu za Bit će krvi.
Nakon uspjeha filma Laku noć i sretno, Clooney je rekao kako će se više posvetiti režiranju. Režirao je film Prljava igra, u kojem je i nastupio.
Nakon toga je nastupio u komediji Muškarci koji bulje u koze s Ewanom McGregorom i Kevinom Spaceyjem, koji je režirao njegov prijatelj Grant Heslov. Posudio je i glas g. Liscu u Fantastičnom gospodinu Liscu redatelja Wesa Andersona. Na kraju godine objavljen je i Ni na nebu, ni na zemlji Jasona Reitmana. Za svoju je ulogu nominiran za Zlatni globus i nagradu Ceha američkih filmskih i televizijskih glumaca.

## Privatni život

### Romantične veze
Clooney je jednom bio u braku, s glumicom Talijom Balsam, od 1989. do 1993. Rekao je kako se više neće ženiti niti će imati djece, ali su se Michelle Pfeiffer i Nicole Kidman okladile s njim u deset tisuća dolara da će postati otac prije četredesete. Obje su bile u krivu te su poslale ček. Vratio je novac, okladivši se u dvostruko ili ništa da neće postati otac ni do pedesete. Bio je također poznat po vezi s njemačkom glumicom i modelom hrvatskog podrijetla Monicom Ivančan.

### Clooneyjev otac
Clooneyjev otac, političar Nick Clooney, poznat je po rečenici o samom sebi.
"Prvi dio života sam proveo poznat kao brat Rosemary Clooney, a sada provodim drugi dio života poznat kao otac Georgea Clooneyja."

### Bolest i ozljeda
Clooney je u srednjoj školi bolovao od Bellove paralize.
Godine 2004. ozlijedio se na setu Syriane tijekom scene mučenja. Imao je bolne glavobolje te pretrpio kratkotrajni gubitak sjećanja. Liječnici su tek nakon nekoliko tjedana otkrili razloge njegovih problema. Tijekom promocije Dobrog Nijemca (dvije godine poslije), otkrio je da zbog ozljede mora nositi remen za leđa.

### Motociklistička ozljeda 2007.
Clooney i Sarah Larson ozlijeđeni su 21. rujna 2007. u motociklističkoj nesreći u Weehawkenu u New Jerseyju. Clooneyjev motocikl je udario auto. Vozač auta je izjavio kako je Clooney pokušao proći zdesna, dok je Clooney rekao kako je vozač signalizirao lijevo i tada odlučio skrenuti desno i zakačio motocikl. Clooney je slomio rebro te zaradio ogrebotine; Larson je slomila dva nožna prsta. Oboje su bili smješteni i otpušteni iz Palisades Medical Centera u North Bergenu u New Jerseyju. 9. listopada 2007., više od dvadeset članova bolničkog osoblja je suspendirano bez plaće zbog otkrivanja Clooneyjeva zdravstvenog kartona jer su time prekršili savezni zakon. Clooney je ubrzo izdao priopćenje za javnost u kojem je izjavio kako nitko ne bi trebao biti kažnjen. Rekao je "Prvi put čujem za to. I iako vjerujem u pravo pacijenta na privatnost, nadam se da bi se ovo moglo riješiti bez suspendiranja bolničara."

## Politika
Clooney je po vlastitom priznanju liberal. Govoreći o Ratu u Iraku: "Neprijatelja više ne možete svladati pomoću ratova; umjesto toga stvarate cijelu generaciju ljudi koji traže osvetu. Danas je važno samo tko je glavni. Sada smo to mi - bar zasad. Naši neprijatelji će koristiti auto-bombe i samoubilačke napade jer nemaju drugog načina da pobijede..... Vjerujem da (Rumsfeld) misli da je ovo rat koji se može dobiti, ali to više ne postoji. Više nikoga ne možemo pobijediti."
Clooney je poznat po svojoj javnoj kritici lobista Jacka Abramoffa. 16. siječnja 2006., tijekom govora zahvale na dodjeli Zlatnih globusa na kojoj je dobio nagradu za najboljeg sporednog glumca u Syriani, Clooney je sarkastično zastao kako bi zahvalio Abramoffu prije nego što je dodao, "Tko bi svoje dijete Jacka nazvao riječju 'off' na kraju prezimena? Nije ni čudo da frajer nije svoj!"
Postojao je pokret da se uvjeri Clooneyja da se kandidira za političku funkciju u svojoj rodnoj saveznoj državi Kentuckyju, uključujući priču o njegovoj kandidaturi za Senat protiv lidera manjina Mitcha McConnella 2008. Clooney je odvratio: "Kandidatura za političku funkciju? Ne. Spavao sam s previše žena, previše sam se drogirao te sam bio na previše zabava."
Clooney podupire Baracka Obamu u predsjedničkoj utrci 2008.

### Save Darfur
Clooney je aktivan u donošenju rezolucije o Ratu u Darfuru. U sklopu te akcije nastupio o Oprah Showu te govorio na skupu Save Darfur u Washingtonu 30. travnja 2006.
Godine 2006. pojavio se na nekoliko događaja kako bi istaknuo problem. U travnju je proveo deset dana u Čadu i Sudanu sa svojim ocem kako snimio film kojim bi pokazao dramatičnu situaciju s izbjeglicama iz Darfura. U rujnu je govorio pred Vijećem sigurnosti Ujedinjenih naroda s dobitnikom Nobelove nagrade za mir Eliejem Wieselom kako bi zamolio UN da nađe rješenje za sukob i pomogne ljudima u Darfuru. U prosincu je otputovao u Kinu i Egipat s Donom Cheadleom i dvoje olimpijskih pobjednika kako bi zamolio obje vlade da izvrše pritisak na vladu Sudana.
Clooney je uključen u Not On Our Watch, organizaciju koja privlači globalnu pozornost i sredstva kako bi se zaustavili i spriječili masovni užasi, zajedno s Bradom Pittom, Mattom Damonom, Donom Cheadleom i Jerryjem Weintraubom. Bio je pripovjedač i koproducent dokumentarca "Sand and Sorrow".
Dana 25. ožujka 2007. poslao je otvoreno pismo njemačkoj kancelarki Angeli Merkel, pozvavši Europsku uniju da poduzme "odlučne mjere" u regiji zbog oglušivanja Omara al-Bashirija na rezolucije Ujedinjenih naroda.
Clooney se pojavljuje i u dokumentarnom filmu Darfur Now, svojevrsnom pozivu na akciju za ljude širom svijeta da se spriječi kriza u Darfuru. Film je objavljen 2. studenog 2007.
Dana 13. prosinca 2007. Clooneyju i glumcu Donu Cheadleu dodijeljena je nagrada za mir dobitnika Nobelove nagrade za mir na 8. summitu laureata Nobelove nagrade za mir u Rimu. U svojem govoru zahvale, Clooney je izjavio "Don i ja... stojimo ovdje kao gubitnici. Činjenica je da kad se govori o užasima u Darfuru... ti ljudi sada nisu bolji nego što su bili nekoliko godina prije."
Dana 18. siječnja 2008. Ujedinjeni su narodi proglasili Clooneyja mirovnim veleposlanikom, što je na snagu stupilo 31. siječnja.

## Filmografija
| Godina        | Film                               | Uloga                     | Bilješke |
| ------------- | ---------------------------------- | ------------------------- | --- |
| 1985.         | Streethawk                         | Kevin Stark               | |
| 1985. – 1986. | Životne činjenice                  | George Burnett            | |
| 1987.         | Return to Horror High              | Oliver                    | |
| 1987.         | Grizzly II: Predator               |                           | nepotpisan |
| 1987.         | Combat Academy                     | Bojnik Biff Woods         | |
| 1987.         | Ubojstvo, napisala je              | Kip Howard                | Epizoda: "No Laughing Murder" |
| 1987.         | Zlatne djevojke                    | Detektiv Bobby Hopkins    | Epizoda: "To Catch a Neighbor" |
| 1988.         | Povratak mutiranih rajčica         | Matt Stevens              | |
| 1988. – 1991. | Roseanne                           | Booker Brooks             | 11 epizoda |
| 1990.         | Surferi                            | Remar                     | |
| 1992.         | Unbecoming Age                     | Mac                       | |
| 1993.         | Žetva                              | Lip Synching Transvestite | |
| 1993. – 1994. | Sestre                             | Detektiv James Falconer   | |
| 1994. – 1999. | Hitna služba                       | Dr. Doug Ross             | 106 epizoda nominacija za Emmy: Najbolji dramski glumac Nominacija za Zlatni globus: Najbolji TV glumac - drama |
| 1995.         | Prijatelji                         | Dr. Michael Mitchell      | Epizoda: "The One with Two Parts, Part Two" |
| 1996.         | Od sumraka do zore                 | Seth Gecko                | |
| 1996.         | Jednog lijepog dana                | Jack Taylor               | |
| 1996.         | Curdled                            | Seth Gecko                | nepotpisan; pokazan samo na fotografiji |
| 1997.         | Full-Tilt Boogie                   | On sam                    | Dokumentarac |
| 1997.         | Mirotvorac                         | Thomas Devoe              | |
| 1997.         | Batman i Robin                     | Batman/Bruce Wayne        | |
| 1997.         | South Park                         | Sparky the Dog (glas)     | Epizoda: "Big Gay Al's Big Gay Boat Ride" |
| 1998.         | Tanka crvena linija                | Satnik Bosche             | |
| 1998.         | Daleko od očiju                    | Jack Foley                | |
| 1998.         | Waiting for Woody                  | On sam                    | Kratki humoristični film |
| 1999.         | Tri kralja                         | Bojnik Archie Gates       | |
| 1999.         | The Book That Wrote Itself         | On sam                    | |
| 1999.         | South Park: Bigger, Longer & Uncut | Glas Doktora Gouachea     | |
| 1999.         | The Limey                          | TV intervju               | |
| 2000.         | Oluja svih oluja                   | Billy 'Skip' Tyne         | |
| 2000.         | Fail Safe                          | Pukovnik Jack Grady       | |
| 2000.         | Tko je ovdje lud?                  | Ulysses Everett McGill    | Zlatni globus za najboljeg glumca – komedija ili mjuzikl |
| 2001.         | Oceanovih jedanaest                | Danny Ocean               | |
| 2001.         | Spy Kids                           | Devlin                    | |
| 2002.         | Ispovijedi opasnog uma             | Časnik CIA-e Jim Byrd     | redatelj |
| 2002.         | Solaris                            | Chris Kelvin              | |
| 2002.         | Dobrodošli u Collinwood            | Jerzy                     | producent |
| 2002.         | Starbuck Holger Meins              |                           | Dokumentarac |
| 2003.         | Razvedi me, zavedi me              | Miles Massey              | |
| 2003.         | Spy Kids 3-D: Game Over            | Devlin                    | |
| 2004.         | Oceanovih dvanaest                 | Danny Ocean               | izvršni producent |
| 2005.         | Laku noć i sretno                  | Fred Friendly             | Nominacija za Oscar: najbolji redatelj, najbolji originalni scenarij Nominacija za BAFTA-u: najbolja režija, najbolji originalni scenarij, najbolji sporedni glumac Nominacija za Zlatni globus: najbolji redatelj, najbolji scenarij |
| 2005.         | Syriana                            | Bob Barnes                | producent; Oscar za najboljeg sporednog glumca Zlatni globus za najboljeg sporednog glumca Nominacija za BAFTA-u: Najbolji sporedni glumac |
| 2006.         | Dobri Nijemac                      | Jake Geismar              | |
| 2007.         | Michael Clayton                    | Michael Clayton           | producent; Nagrada Nacionalnog društva kritičara za najboljeg glumca 2007. Nominiran - Oscar za najboljeg glavnog glumca Nominiran: Zlatni globus za najboljeg glumca – drama |
| 2007.         | Darfur Now                         | On sam                    | |
| 2007.         | Oceanovih trinaest                 | Danny Ocean               | |
| 2008.         | Prljava igra                       | Jimmy "Dodge" Connelly    | redatelj, producent i ko-scenarist |
| 2008.         | Spaliti nakon čitanja              | Harry Pfarrer             | |
| 2009.         | Hitna služba                       | Dr. Doug Ross             | posljednja sezona |
| 2009.         | Fantastični gospodin Lisac         | g. Fox (glas)             | post-produkcija |
| 2009.         | Muškarci koji bulje u koze         | Lyn Cassady               | |
| 2009.         | Ni na nebu, ni na zemlji           | Ryan Bingham              | Nagrada Nacionalnog odbora za kritiku za najboljeg glumca (s Morganom Freemanom za Invictus Nagrada Kruga kritičara New Yorka za najboljeg glumca (zajedno s Fantastični gospodin Lisac) Nagrada Udruženja filmskih kritičara Jugoistoka za najboljeg glumca Nagrada Udruženja filmskih kritičara Washington D.C. Area Nagrada Udruženja filmskih kritičara Dallas-Fort Wortha za najboljeg glumca Nagrada Društva filmskih kritičara Phoenixa za najboljeg glumca Nagrada Kruga filmskih kritičara Floride za najboljeg glumca Nagrada Društva filmskih kritičara Houstona za najboljeg glumca Nominiran — Zlatni globus za najboljeg glumca – drama Nominiran — Nagrada Ceha američkih filmskih i televizijskih glumaca za najboljeg glumca Nominiran — Nagrada Udruženja televizijskih, radijskih i internetskih kritičara za najboljeg glumca Nominiran — Nagrada Udruženja filmskih kritičara Chicaga za najboljeg glumca Nominiran — Nagrada Društva filmskih kritičara San Diega za najboljeg glumca Nominiran — Nagrada Društva filmskih kritičara Detroita za najboljeg glumca Nominiran — Nagrada Satellite za najboljeg glumca - mjuzikl ili komedija Nominiran — Nagrada Udruženja filmskih kritičara Toronta za najboljeg glumca |

Redatelj
| Godina | Film                   |
| ------ | ---------------------- |
| 2002.  | Ispovijedi opasnog uma |
| 2005.  | Laku noć i sretno      |
| 2008.  | Prljava igra           |

## Vanjske poveznice
- George Clooney u internetskoj bazi filmova IMDb-u (engl.)